# Zbigniew Iwański
Zbigniew Iwański   (Varsòvia, 4 d'agost de 1928 - 3 de febrer de 2019) fou un atleta polonès, especialista en el salt de llargada, que va competir durant la dècada de 1950.
En el seu palmarès destaca una medalla de plata en el salt de llargada del Campionat d'Europa d'atletisme de 1954, rere l'hongarès Ödön Földessy. Va guanyar dos campionats polonesos de llargada, el 1953 i 1955.

## Millors marques
- Salt de llargada. 7,58 metres (1957)[3]